# Viðareiðis kommuna
Viðareiðis kommuna er en kommune på Færøerne. Den ligger længst mod nord på Viðoy, og er dermed Færøernes nordligste kommune. Kommunen omfatter kun bygden Viðareiði. Viðareiðis, Fugloyar og Svínoyar kommuna blev udskilt fra Norðoya prestagjalds kommuna i 1908, og denne blev på ny inddelt i Viðareiðis kommuna og Fugloyar og Svínoyar kommuna i 1913. Kommunerne Húsar, Mikladalur og Kunoyar blev så udskilt fra Viðareiðis kommuna i 1931, og Hvannasunds kommuna i 1950. 1. januar 2009 havde Viðareiðis kommuna 351 indbyggere.

## Politik
Ved kommunalvalget er 2012 var stemmeprocenten på 90,4%. Hans Jákup Kallsberg fra Sambandsflokkurin blev genvalgt som borgmester efter en markant fremgang for partiet.
| Liste | Parti             | Stemmer | Procent | Mandater | Mandater |
| ----- | ----------------- | ------- | ------- | -------- | -------- |
| B     | Sambandsflokkurin | 157     | 75,48   | 4        | +3       |
| A     | Fólkaflokkurin    | 51      | 24,52   | 1        | -3       |
|       | Suma              | 208     | 100     | 5        | 0        |

| Liste A        | Liste A              | Liste A        | Liste B           | Liste B                   | Liste B           |
| Fólkaflokkurin | Fólkaflokkurin       | Fólkaflokkurin | Sambandsflokkurin | Sambandsflokkurin         | Sambandsflokkurin |
| Nr             | Kandidat             | Stemmer        | Nr                | Kandidat                  | Stemmer           |
| -------------- | -------------------- | -------------- | ----------------- | ------------------------- | ----------------- |
| 1.             | Jóhan Heini Hejnesen | 5              | 1.                | Ísak Petersen             | 11                |
| 2.             | Hannepaula Viderø    | 5              | 2.                | Rói Absalonsen            | 25                |
| 3.             | Hallur Sumberg       | 6              | 3.                | Jógvan Heinesen           | 32                |
| 4.             | Eyðstein Sørensen    | 21             | 4.                | Hanus Páll Nolsøe Kjølbro | 13                |
| 5.             | Elisabeth Nybo       | 8              | 5.                | Hans Jákup Kallsberg      | 31                |
| 6.             | Elin Nora Reines     | 3              | 6.                | Danial Viðoy              | 19                |
| 7.             | Bjarti Matras        | 3              | 7.                | Anni Sørensen             | 15                |
|                |                      |                | 8.                | Ann Kirstin Absalonsen    | 10                |
|                | Partiliste           | 0              |                   | Partiliste                | 1                 |